# Sarojusticia
Sarojusticia là chi thực vật có hoa trong họ Acanthaceae.